# Brzana iberyjska
Brzana iberyjska (Luciobarbus comizo) – gatunek ryby z rodziny karpiowatych (Cyprinidae).

## Występowanie
Południowa część Półwyspu Iberyjskiego, w dorzeczach rzek Tajo, Jarama, Gwadiana i Gwadalkiwir. Żyje stadnie, w pobliżu dna, w miejscach o wartkim prądzie i piaszczystym lub żwirowym podłożu.

## Cechy morfologiczne
Jest to największa brzana występująca na półwyspie iberyjskim, często przekraczająca metr długości. Brzuch prosty, kark wypukły. Głowa niska, szeroka, spłaszczona grzbietobrzusznie. Pysk płaski, szeroki. Otwór gębowy dolny, wargi cienkie. Wąsiki 4 cienkie i krótkie, przednie nie sięgają oka. Łuski duże, 49–51 wzdłuż linii bocznej. W płetwie grzbietowej 11–12 promieni. Pierwszy jest silnie pogrubiony, z piłkowaną tylną krawędzią. W płetwie odbytowej 8 promieni. Zęby gardłowe trójrzędowe o wzorze 5.3.2–2.3.5.
Ubarwienie bardzo zmienne. Grzbiet ciemny, zielonobrązowy do zielonoszarego, boki jaśniejsze, srebrzyście lśniące. Brzuch białawy.

## Odżywianie
Żywi się fauną denną (robaki, skorupiaki, mięczaki), ikra (zwłaszcza w młodszym wieku) oraz rośliny.

## Rozród
Tarło od IV do VI odbywa się na płytkich, żwirowych łachach w silnym prądzie.